# Ґібсон (округ, Теннессі)
Шаблон:StateAbbr_ 36°00′ пн. ш. 88°56′ зх. д. / 36° пн. ш. 88.93° зх. д.
Округ  Ґібсон (англ. Gibson County) — округ (графство) у штаті  Теннессі, США. Ідентифікатор округу 47053.

## Історія
Округ утворений 1823 року.

## Демографія
За даними перепису 2000 року загальне населення округу становило 48152 осіб, зокрема міського населення було 24469, а сільського — 23683. Серед мешканців округу чоловіків було 22744, а жінок — 25408. В окрузі було 19518 домогосподарств, 13578 родин, які мешкали в 21059 будинках. Середній розмір родини становив 2,93.
Віковий розподіл населення поданий у таблиці:
| Стать    | До 15 років | 15-21 | 22-29 | 30-39 | 40-49 | 50-65 | 65-85 | Понад 85 |
| -------- | ----------- | ----- | ----- | ----- | ----- | ----- | ----- | -------- |
| Чоловіки | 4837        | 2198  | 2146  | 3238  | 3322  | 3721  | 2960  | 322      |
| Жінки    | 4718        | 2104  | 2307  | 3372  | 3384  | 4266  | 4388  | 869      |

## Суміжні округи
- Віклі — північний схід
- Керролл — схід
- Медісон — південь
- Крокетт — південний захід
- Даєр — захід
- Обіон — північний захід

## Виноски
1. ↑  U.S. Decennial Census. United States Census Bureau. Архів оригіналу за 26 квітня 2015. Процитовано 5 квітня 2015.
2. ↑  Historical Census Browser. University of Virginia Library. Архів оригіналу за 11 серпня 2012. Процитовано 5 квітня 2015.
3. ↑  Forstall, Richard L., ред. (27 березня 1995). Population of Counties by Decennial Census: 1900 to 1990. United States Census Bureau. Архів оригіналу за 21 лютого 2015. Процитовано 5 квітня 2015.
4. ↑  Census 2000 PHC-T-4. Ranking Tables for Counties: 1990 and 2000 (PDF). United States Census Bureau. 2 квітня 2001. Архів оригіналу (PDF) за 18 грудня 2014. Процитовано 5 квітня 2015.
5. ↑  State & County QuickFacts. United States Census Bureau. Архів оригіналу за 7 червня 2011. Процитовано 30 листопада 2013. [Архівовано 2011-06-07 у Wayback Machine.](англ.) Наведено за англійською вікіпедією.
6. ↑  American FactFinder. Бюро перепису населення США. Архів оригіналу за 26 лютого 2012. Процитовано 31 січня 2008. [Архівовано 2008-05-21 у Wayback Machine.]

| США | Це незавершена стаття з географії США. Ви можете допомогти проєкту, виправивши або дописавши її. |